# Жулин
Жулин — село Стрийського району Львівської області України, з населенням у 923 осіб до 2022 року.

## Географія

### Розташування
Розташоване біля підніжжя Карпат, за 12 кілометрів від районного центру міста Стрий.
Межує з селами Нижньою Лукавицею, Долішнім, Верхньою Лукавицею, Семигиновом, Братківцями, Гірним, Дулібами.
Між Жулином і Семигиновом виявлено курганне поховання кінця III — початку ІІ тисячоліття до нової ери, що належить до підкарпатської культури з центром у Кавську.

## Історія
За переказами, село засновано в XI—XIII ст., згідно з ЛОАТП — у 1346 році, за іншою версією — 1466 року.

### Період Речі Посполитої
Письмові згадки про село Жулин, інколи як Джулин (польськ. Żulin, Dźulin) Стрийського повіту відносяться до 1482, 1495, 1504 років та містяться в податкових реєстрах. Власником земель в документах зазначений шляхтич Юхно (Єжи) Нагваздан зі Станкова (польськ. Juchno Nagwazdan ze Stańkowa), який 1482 року продає свої маєтності Рафалові Лещинському (польськ. Rafał Leszczyński).
На початку XVII століття власником Жулина був Миколай Станинський (польськ. Mykołaj Staniński)
У період між 1620—1622 роками татари спалили село, а жителів забрали в полон або вбили. Є зафіксована розповідь Миколи Станинського, він звинуватив керівників: Станіслава Вишневецького та Якуба Гончаровського, "вони хлопів із Жулина насильно вигнали на роботу в день Божого тіла, для посівах зерна, волочити землю і копати рови, в той час появилися татари, що захопили 600 людей і забрали в неволю, з пушок Стрию та Болехова стриляли, попереджали про напади татар, але вони все одно наказували працювати і село стало пустим." - В. Лозинський.
Поступово Жулин відродився. Селяни займались рільництвом, тваринництвом, ремеслами, рибальством. 
З 1638 року власником маєтку був Андрій Кшечковський (польськ. Andrzej Krzeczkowski).
Пізніше Жулин належав Каролю-Станіславу Гіджинському (польськ. Karol Stanisław Gidziński), який значно укріпив жулинський замок і звів фортифікації навколо всього поселення.

### Період Габсбургів та Австрійської імперії
У 1772 році Жулин у складі Галичини відійшов до австрійської династії Габсбургів, що з 1804 року утворила Австрійську імперію.
У 1790 році австрійський цісар надав Жулину статус містечка з магістратом та щорічними ярмарками.
В 1797 році власник Жулина волинський каштелян Францішек Млоцький. 
(польськ. Franciszek Młocki h. Prawdzic) розпочав будівництво однонавного римо-католицького костелу. У 1801 року за його сприяння в селище перенесено парафію з Підгірців. Освячення храму Небовзяття Пресвятої Богородиці відбулось у 1802 році.
Помер пан Млоцький 26 вересня 1812 року у Львові. Наступним землевласником став його єдиний син Казимир, а згодом — онук Францішек. 
Місцеві селяни впродовж XVIII — початку XIX століть сплавляли дерево річкою Стрий для будівництва річкових суден. Давніше існувала солеварня, де виварювали кухонну сіль із солоних джерел на теренах села. На початку XIX століття в Жулині споруджено залізну гуту, що діяла до середини століття. Також жителі торгували і працювали в місті Стрий.
На початку XX століття село у володінні вдови Клотильди Баранської з Лодзинських (польськ. Klotylda z d. Łodyńskich Barańska h. Ślepowron). Останнім власником Жулина до 1939 року був її син, Володимир Валерій Тадеуш Баранський (польськ. Włodzimierz Walery Tadeusz Barański ) , інженер-лісівник, власник лісових маєтків Семигінів, Розгірче, Жулин член Товариства мисливців на лисиць. Його спіткала трагічна доля, як і його брата: арештований у 1939 р., ув’язнення у Стрию, потім у Дрогобичі та розстріляний у Биковні. Його ім'я було в тому ж списку разом з ім'ям його брата, а доля Гізелі Баранської невідома.
На місцевому кладовищі зберігся родинний склеп Баранських.

### Період УРСР
У вересні 1939 року Жулин у складі Польської Республіки було окуповано Німеччиною. Після Другої світової війни  село увійшло до УРСР. 
В Жулині розміщувався колгосп «Зоря комунізму», що спеціалізувався на м’ясо-молочному тваринництві та вирощуванні льону, а також цегляний завод та пилорама.
У 1949 році утворено комуністичну партійну організацію.
Поруч з селом розташована нафтоперекачувальна станція «Жулин» єдиної системи магістральних нафтопроводів «Дружба». 

## Культові споруди

### Костел Небовзяття Пресвятої Богородиці

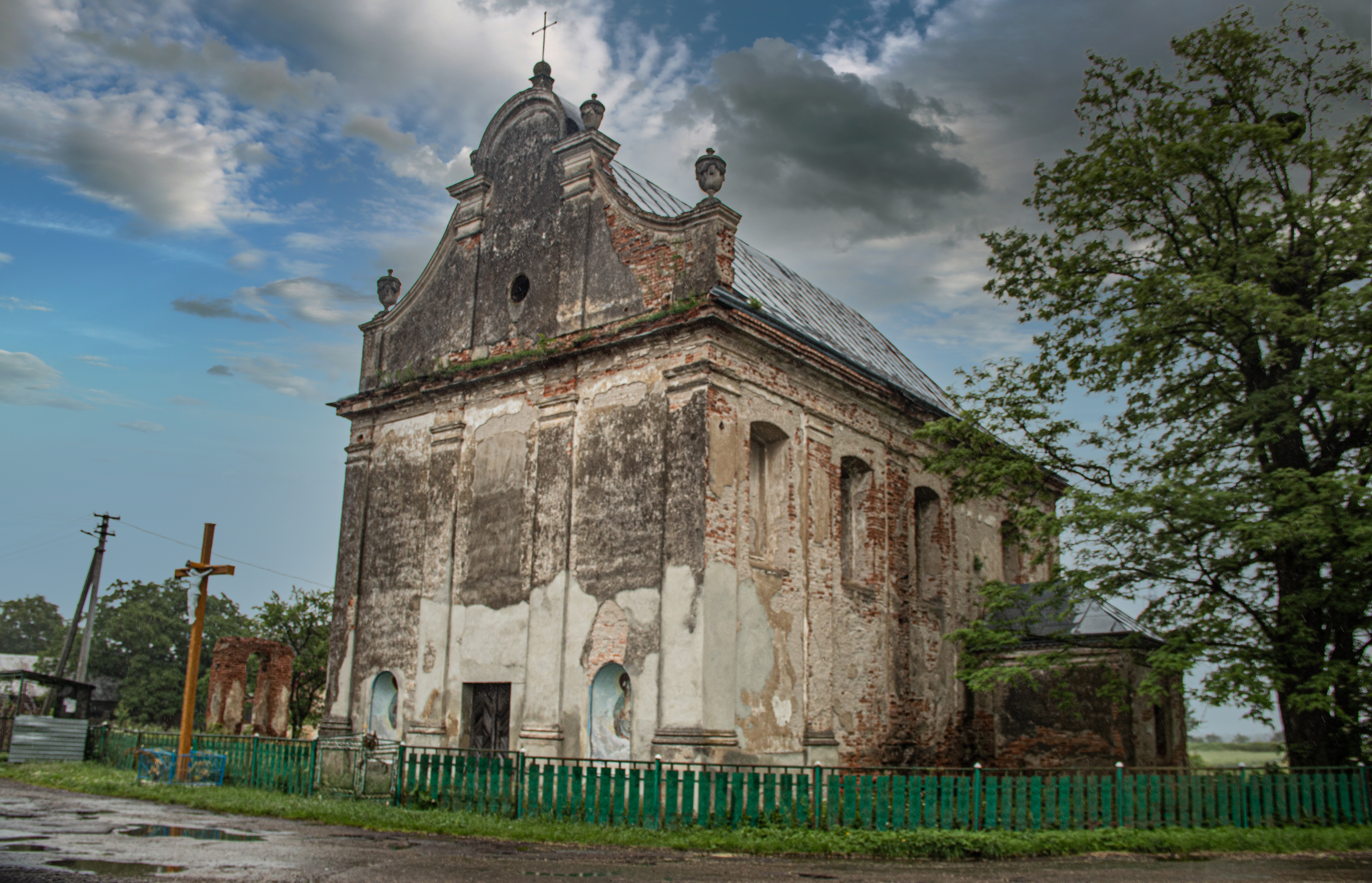
Костел Небовзяття Пресвятої Богородиці

Споруджений впродовж 1797—1802 роках коштом дідича села, каштеляна волинського Францішека Млоцького (Franciszek Młocki h. Prawdzic)
У костелі збережена поховальна скриня з написом: "Вічний дім. Анничка, яка прославилась бажанням до боротьби у столітті. Тут вона похована 16 лютого 1817 році».
Зберіглась привезена в храм із Підгірців копія ікони «Спасіння римського народу» (Марія Сніжна), оригінал якої в соборі Санта-Марія-Маджоре. Нині прикрашає місцеву церкву. 
Є запис, що ікона мала 9 дрібних шат і кілька мішків вот.
(Вота - золоті речі, які люди залишали, наприклад: на оздоровлення.) Продавши частину вот, купили будматеріал і побудували новий костел у Жулині.
Ікона була коронована у 1954 року папою Пієм ХІІ.
Міжнародний скандал з мовним питанням вбивство 7 річного Михайла
Все почалося з того, що вчитель місцевої школи Болеслав Грейс, поляк за національністю забив насмерть ногами і кастетом учня-русина (так тоді називалися українці) 7 річного Михайла Коханчика. Причиною була відмова хлопчика читати "Отче Наш" по-польськи.
Після Другої світової війни недіючий, довгий час використовувався як слад мінеральних добрив.

### Церква Пресвятої Трійці
Дерев’яна церква греко-католицької парафії споруджена 1892 року на місці більш давнього храму Святої великомучениці Параскеви.
Як свідчить вкладний напис на рукописному Євангелії XVI ст., подружжя Леонтій і Пазя дали оправити його для сільської церкви.

## Політика

### Парламентські вибори, 2019
На позачергових парламентських виборах 2019 року у селі функціонувала окрема виборча дільниця № 461459, розташована у приміщенні будинку культури.
Результати
- зареєстровано 712 виборців, явка 74,30 %, найбільше голосів віддано за партію «Голос» — 30,62 %, за «Європейську Солідарність» — 21,36 %, за Всеукраїнське об'єднання «Батьківщина» — 13,80 %.[13] В одномандатному окрузі найбільше голосів отримав Андрій Гергерт (Всеукраїнське об'єднання «Свобода») — 26,65 %, за Олега Канівця (Громадянська позиція) — 24,57 %, за Андрія Кота (самовисування) — 13,04 %[14].

## Відомі уродженці
- Коваль Ярослав Васильович — український лісівник, головний науковий співробітник відділу стратегічного потенціалу сталого розвитку Інститут економіки природокористування та сталого розвитку НАН України, доктор економічних наук, професор. Академік Української екологічної академії наук, академік Лісівничої академії наук України (ЛАНУ)
- Маркус Яким — діяч РУРП, делегат Української Національної Ради ЗУНР, представляв Стрийський повіт.[15]
- Цимбаліста Василь Володимирович (1967) — український художник.